# 北海道道1007号恵比島旭町線
北海道道1007号恵比島旭町線（ほっかいどうどう1007ごう えびしまあさひまちせん）は、北海道雨竜郡沼田町内を結ぶ一般道道（北海道道）である。

## 概要

### 路線データ
- 起点：北海道雨竜郡沼田町幌新（北海道道867号達布石狩沼田停車場線交点）
- 終点：北海道雨竜郡沼田町旭町2丁目（国道275号上）
- 路線延長：6.1km（総延長）

## 歴史
- 1982年（昭和57年）3月31日 路線認定[1]。

認定当初は沼田町旭町1丁目の沼田自動車学校付近で右折し、直進して国道275号に合流するルートであった。1996年（平成8年）3月29日から、それまでより手前の緑町で右折しJR留萌本線を踏切で渡るルートに変更されている。

## 路線状況

### 重複区間
- 沼田町本通4丁目 - 沼田町旭町2丁目（国道275号）

## 地理

### 通過する自治体
- 空知総合振興局
  - 雨竜郡沼田町

### 交差する道路
沼田町
- 北海道道867号達布石狩沼田停車場線 - 幌新、北1条4丁目
- 国道275号 - 本通4丁目、旭町2丁目（重複）